# 白帶 (生理)
白帶為較濃稠，白色或黃色的陰道分泌物。白帶的可能原因有許多種。白帶的量可能會因為陰道感染而增加，也可能一陣子出現，一陣子不出現。白帶也可能持續幾年，這種情形下，其顏色會偏黃，且有異味。通常是在陰道或是子宮頸發炎後所產生的非病理性症狀。
白帶可以用顯微鏡確認，若檢查陰道分泌物時，在顯微鏡視野下超過10個白血球，即為白帶。
有陰道分泌物是正常的，陰道分泌物的變化可能是因為感染、惡性腫瘤以及荷爾蒙的變化。少女在初經之前會有陰道分泌物，這也代表青春期的開始。

## 種類

### 生理性白帶
生理性白帶可能是因為陰道維持其化學平衡，並且保持陰道組織柔韌性而有的防衛機制。本身不是大問題，但需要儘快治療。生理性白帶也可能是因為雌激素刺激所造成的。
在懷孕時也會出現白帶，這是因為雌激素增加，使得陰道血流增加所造成的。女嬰在出生後一小段時間也可能會出現白帶，這是因為在子宮中接收到雌激素而有的影響。

### 發炎性白帶
白帶也可能是陰道黏膜的炎症或充血所造成。若白帶呈黃綠色，或是有異味，需就醫檢查，因為這可能是一些疾病開始的症狀，包括細菌感染（有氧陰道炎）或性傳染病。
在分娩後，若有白帶伴隨著背痛以及惡露 （產後陰道分泌物，包括血液、黏液及胎盤組織）出現，表示子宮因為感染而無法子宮收縮復原。建議進行一些檢查，例如濕塗片、革蘭氏染色、細菌培養、巴氏涂片检查及組織活體組織切片等。

### 寄生性白帶
白帶也可能是因為名為滴蟲的寄生原生動物造成，其中最常見的是陰道毛滴蟲。常見的症狀是外阴灼熱、瘙癢，其分泌物典型特点为稀薄脓性、泡沫状、有异味。

## 治療
白帶有可能是因為性傳播疾病所造成的，所以治療性傳播疾病也會對改善白帶有幫助。
治療方式包括抗细菌药，像是甲硝唑。其他用來治療性傳播疾病的常見抗细菌药有克林黴素及替硝唑。

## 外部連結
- Overview at americanpregnancy.org （页面存档备份，存于）